# Ariamnes uwepa
Ariamnes uwepa es una especie de arácnido del orden de la arañas (Araneae) y de la familia Theridiidae. Originaria de Oahu en Hawái.

## Etimología
Su nombre viene de la palabra hawaiana uwepa y hace referencia a su abdomen alargado y flexible.

## Hábitat
A. uwepa se encuentra en bosques húmedos en la isla de Oahu.